# Електронна ударна установка

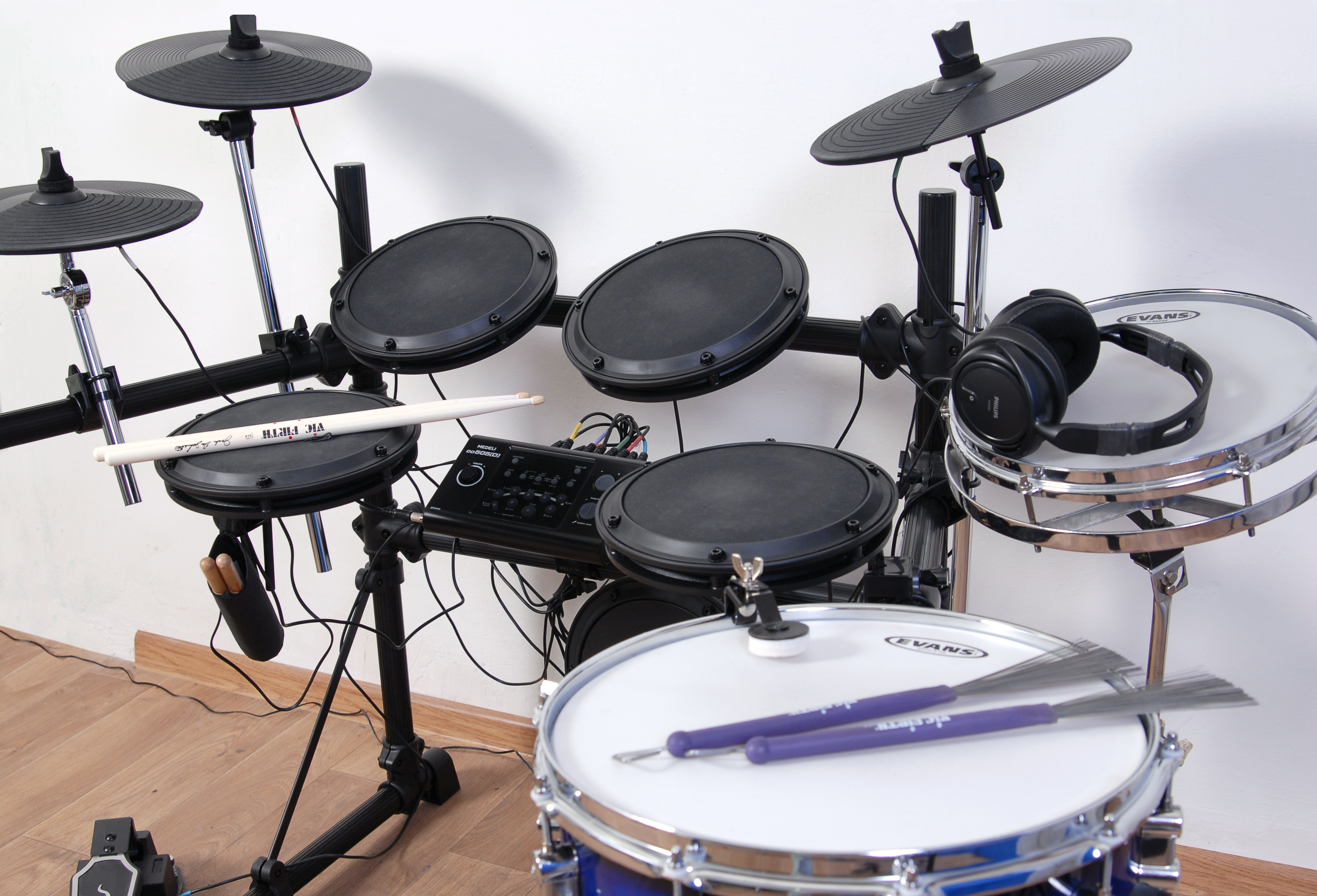
Електронні барабани компанії Medeli

Електронна ударна установка або Електронні барабани — сучасний електронний музичний інструмент, створений, перш за все, як альтернатива акустичній ударній установці. Електронні барабани складаються з електронного звукового модуля, який виробляє синтезовані або семпловані звуки перкусії, і набору педів, зазвичай сконструйованих за формою, що нагадує барабани та тарілки, які оснащені електронними датчиками для надсилання електронного сигналу звуковому модулю, який виводить звук. Подібно до акустичних барабанів, по педам ударяють барабанні палички, і на них грають так само, як і на акустичній барабанній установці, хоча й з деякими відмінностями в досвіді гри на барабанах.
Електронний барабан (пед/пристрій запуску) зазвичай продається як частина електронної барабанної установки, яка складається з набору барабанних педів, встановлених на підставці або стійці в конфігурації, подібній до акустичної барабанної установки, з прогумованим покриттям (Roland, Yamaha, Alesis, наприклад) або спеціалізовані акустичні/електронні тарілки (наприклад, "Gen Zildjian" 16"). Самі барабанні колодки являють собою або диски, або неглибокі корпуси барабанів, виготовлені з різних матеріалів, часто з гумовою/силіконовою або тканинною ігровою поверхнею, яка забезпечує певний відскок паличок. Кожна накладка має один або кілька датчиків, які генерують електронний сигнал під час удару.

## Історія
Перший електронний барабан був створений на початку 1970-х років Гремом Еджем, барабанщиком The Moody Blues, у співпраці з професором Сассекського університету Браяном Гровсом. Пристрій використовувався в пісні "Procession" з альбому 1971 року Every Good Boy Deserves Favour.

## Відомі користувачі
- Білл Бруфорд з King Crimson
- Філ Коллінз
- Роберт Бурдон з Linkin Park
- Слай Данбар з Black Uhuru
- Алан Вайлдер з Depeche Mode